# Мартино, Ринальдо
Ринальдо Фьорамонте Мартино (исп. Rinaldo Fioramonte Martino; 6 октября, по другим данным 6 ноября 1921, Росарио, Аргентина — 15 ноября 2000, Буэнос-Айрес, Аргентина) — аргентинский и итальянский футболист, игравший за сборные Аргентины и Италии. Был одним из известнейших футболистов 1940—1950-х гг, уругвайский футболист Роке Масполи назвал Мартино одним из лучших игроков мира своей эпохи. Он выиграл два чемпионата Южной Америки.

## Карьера
Мартино Ринальдо в семье итальянца Бенито и матери Марии Левотти. Он стал девятым ребёнком в семье: помимо Мартино у четы Ринальдо было ещё пять сыновей и три дочери.
Я просто очень хотел играть в футбол. Школа меня не интересовала. У меня был футбол, футбол и только футбол. Тканевыми или резиновыми мячами, в клубе или на улице. Однажды мои сёстры рассердились, потому что я украл их чулки, чтобы сделать мяч. Мы играли даже камнями.
Мартино начал свой футбольный путь в молодёжной команде «Пеньяроль» из Росарио, а затем выступал за «Санта-Фе». С 1937 года Ринальдо стал играть за клуб «Бельграно» из того же города. В 1940 году скауты клуба «Сан-Лоренсо» проводили просмотр футболиста Вальдино Агирре, игравшего за ещё один местный клуб — «Сентраль Кордова». Встреча, которую они планировали посетить, не состоялась из-за дождя, но скауты попали на матч «Бельграно». Там они заметили игру Ринальдо. А когда узнали стоимость трансфера нападающего — 13 тысяч песо, что значительно меньше 40 тысяч, затребуемые за Агирре, приняли решение о его покупке.
В 1941 году, в возрасте 19 лет, он пришёл в первую команду клуба «Сан-Лоренсо», дебютировав 22 января в матче с уругвайским «Ливерпулем». В официальной встрече он впервые сыграл в матче с «Ньюэллс Олд Бойз», в котором его клуб проиграл со счётом 1:5.Первоначально он играл на правом фланге нападения, а потом в 1942 году тренер «Сан-Лоренсо» Эмерико Хиршль поставил Мартино на левый фланг, тот отплатил тренеру сполна, забив 25 мячей в 30 играх. В 1946 году «Сан-Лоренсо» выиграл чемпионат и совершил удачное турне по Европе, а в его атаке блистали Мартино и Рене Понтони. В «Сан-Лоренсо» он получил своё шутливое прозвище Мачучо, которым его «наградил» партнёр по команде Бартоломе Коломбо, из-за частого употребления в своей речи выражения «много больше» (más mucho). По другой версии, это произошло, когда игрок давал интервью на радио. Ведущий спросил Мартино, что он чувствует, когда играет в составе сборной Аргентины. На что Ринальдо ответил: «Y no sé... Labruna, juega ma mucho que yo» («Я не знаю... Лабруна же играет много больше меня»).
В составе сборной Аргентины Мартино дебютировал в 1942 году в матче с Уругваем (4:1 — победа Аргентины). В 1945 и 1946 году Мартино выигрывал со сборной Аргентины чемпионат Южной Америки. В 1945 году он забил один из самых знаменитых голов в истории южноамериканского футбола, когда Мартино в матче с Уругваем, обыграв трёх игроков и усадив на поле финтом голкипера Масполи, перекинул мяч через его голову, тот гол окрестили «Гол Америки».
В 1949 году Мартино уехал в Италию играть за «Ювентус», где дебютировал 11 сентября в матче с «Фиорентиной» (5:2). Там футболист выступал один сезон, проведя 33 матча и забив 18 голов, а также сыграл один матч за сборную Италии. В 1950 году Мартино возвратился в Южную Америку, где выступал за уругвайский «Насьональ», с которым стал чемпионом Уругвая. В следующем году он уехал в Аргентину, играть за «Боку Хуниорс», а потом возвращается в «Насьональ», будучи проданным клубу за 300 тысяч песо, снова став уругвайским чемпионом. В 1953 году «Насьональ» предоставил Мартино статус свободного агента, и тот перешёл сначала в «Сан-Паулу», где сыграл 5 встреч, а затем в «Серро», где завершил игровую карьеру.
В 1964 году Мартино стал президентом общества бывших футболистов Аргентины. В 1962 году Мартино вместе с партнёрами открыл ночной клуб ««Caño 14»», ставший одним из центральных танго-клубов Буэнос-Айреса и существовавший на протяжении более 15 лет.
Ринальдо Мартино умер 15 ноября 2000 года в возрасте 79 лет.

## Статистика

### Клубная
| Сезон     | Команда      | Турнир        | Игры | Голы |
| --------- | ------------ | ------------- | ---- | ---- |
| 1941      | Сан-Лоренсо  | Примера       | 30   | 13   |
| 1942      | Сан-Лоренсо  | Примера       | 30   | 26   |
| 1943      | Сан-Лоренсо  | Примера       | 27   | 17   |
| 1944      | Сан-Лоренсо  | Примера       | 30   | 21   |
| 1945      | Сан-Лоренсо  | Примера       | 30   | 19   |
| 1946      | Сан-Лоренсо  | Примера       | 27   | 18   |
| 1947      | Сан-Лоренсо  | Примера       | 28   | 18   |
| 1948      | Сан-Лоренсо  | Примера       | 22   | 11   |
| 1949/1950 | Ювентус      | Серия A       | 33   | 18   |
| 1950      | Насьональ    | Примера       | 18   | 10   |
| 1951      | Бока Хуниорс | Примера       | 15   | 3    |
| 1952      | Насьональ    | Примера       | 12   | 5    |
| 1953      | Сан-Паулу    | Рио—Сан-Паулу | 5    | 1    |
| 1953      | Серро        | Примера       | 4    | 1    |

### Международная

#### Аргентина
| Матчи Ринальдо Мартино за сборную Аргентины | Матчи Ринальдо Мартино за сборную Аргентины | Матчи Ринальдо Мартино за сборную Аргентины | Матчи Ринальдо Мартино за сборную Аргентины | Матчи Ринальдо Мартино за сборную Аргентины | Матчи Ринальдо Мартино за сборную Аргентины | Матчи Ринальдо Мартино за сборную Аргентины |
| ------------------------------------------- | ------------------------------------------- | ------------------------------------------- | ------------------------------------------- | ------------------------------------------- | ------------------------------------------- | ------------------------------------------- |
| №                                           | Дата                                        | Место проведения                            | Оппонент                                    | Счёт                                        | Голы                                        | Турнир                                      |
| 1                                           | 25 мая 1942                                 | Буэнос-Айрес                                | Уругвай                                     | 4:1                                         | 1                                           | Кубок Ньютона                               |
| 2                                           | 25 августа 1942                             | Монтевидео                                  | Уругвай                                     | 1:1                                         | —                                           | Кубок Липтона                               |
| 3                                           | 28 марта 1943                               | Буэнос-Айрес                                | Уругвай                                     | 3:3                                         | 1                                           | Кубок Эктора Гомеса                         |
| 4                                           | 10 июля 1943                                | Асунсьон                                    | Парагвай                                    | 5:2                                         | 1                                           | Кубок Шевалье Бутеля                        |
| 5                                           | 11 июля 1943                                | Асунсьон                                    | Парагвай                                    | 1:2                                         | —                                           | Кубок Шевалье Бутеля                        |
| 6                                           | 6 января 1945                               | Буэнос-Айрес                                | Парагвай                                    | 5:2                                         | 1                                           | Кубок Шевалье Бутеля                        |
| 7                                           | 9 января 1945                               | Буэнос-Айрес                                | Парагвай                                    | 5:3                                         | 1                                           | Кубок Шевалье Бутеля                        |
| 8                                           | 18 января 1945                              | Сантьяго                                    | Боливия                                     | 4:0                                         | 1                                           | Чемпионат Южной Америки                     |
| 9                                           | 31 января 1945                              | Сантьяго                                    | Эквадор                                     | 4:2                                         | 1                                           | Чемпионат Южной Америки                     |
| 10                                          | 7 февраля 1945                              | Сантьяго                                    | Колумбия                                    | 9:1                                         | 1                                           | Чемпионат Южной Америки                     |
| 11                                          | 11 февраля 1945                             | Сантьяго                                    | Чили                                        | 1:1                                         | —                                           | Чемпионат Южной Америки                     |
| 12                                          | 15 февраля 1945                             | Сантьяго                                    | Бразилия                                    | 3:1                                         | —                                           | Чемпионат Южной Америки                     |
| 13                                          | 25 февраля 1945                             | Сантьяго                                    | Уругвай                                     | 1:0                                         | 1                                           | Чемпионат Южной Америки                     |
| 14                                          | 7 июля 1945                                 | Асунсьон                                    | Парагвай                                    | 1:5                                         | —                                           | Кубок Шевалье Бутеля                        |
| 15                                          | 9 июля 1945                                 | Асунсьон                                    | Парагвай                                    | 3:1                                         | 2                                           | Кубок Шевалье Бутеля                        |
| 16                                          | 18 июля 1945                                | Монтевидео                                  | Уругвай                                     | 2:2                                         | 1                                           | Кубок Липтона                               |
| 17                                          | 15 августа 1945                             | Буэнос-Айрес                                | Уругвай                                     | 6:2                                         | 2                                           | Кубок Ньютона                               |
| 18                                          | 20 декабря 1945                             | Рио-де-Жанейро                              | Бразилия                                    | 2:6                                         | 1                                           | Кубок Рока                                  |
| 19                                          | 23 декабря 1945                             | Рио-де-Жанейро                              | Бразилия                                    | 1:3                                         | 1                                           | Кубок Рока                                  |
| 20                                          | 9 января 1946                               | Буэнос-Айрес                                | Парагвай                                    | 2:0                                         | 1                                           | Чемпионат Южной Америки                     |

1. ↑  По разным данным Мартино в этой игре голов не забивал[13] или забил два гола[14]

#### Италия
| Матч Ринальдо Мартино за сборную Италии | Матч Ринальдо Мартино за сборную Италии | Матч Ринальдо Мартино за сборную Италии | Матч Ринальдо Мартино за сборную Италии | Матч Ринальдо Мартино за сборную Италии | Матч Ринальдо Мартино за сборную Италии | Матч Ринальдо Мартино за сборную Италии |
| --------------------------------------- | --------------------------------------- | --------------------------------------- | --------------------------------------- | --------------------------------------- | --------------------------------------- | --------------------------------------- |
| №                                       | Дата                                    | Место проведения                        | Оппонент                                | Счёт                                    | Голы                                    | Турнир                                  |
| 1                                       | 30 ноября 1949                          | Лондон                                  | Англия                                  | 0:2                                     | —                                       | Товарищеский матч                       |

## Достижения

### Командные
- Чемпион Южной Америки (2): 1945, 1946
- Чемпион Аргентины (1): 1946
- Чемпион Италии (1): 1949/50
- Чемпион Уругвая (2): 1950, 1952

### Личные
- Лучший бомбардир чемпионата Аргентины: 1942 (26 голов)

## В искусстве
Мартино упоминается в танго «El sueño del pibe»: «Мамочка, Мамочка, я заработаю деньги! Я буду Балдонедо, Мартино, Бойе…».